# کرمنیکا مینت
کرمنیکا مینت (انگلیسی: Kremnica Mint) شرکت فلزات در اسلواکی است، که در سال ۱۳۲۸ میلادی تأسیس شد.